# Carcelia transbaicalica
Carcelia transbaicalica är en tvåvingeart som beskrevs av Rikhter 1980. Carcelia transbaicalica ingår i släktet Carcelia och familjen parasitflugor. Inga underarter finns listade i Catalogue of Life.